# Entics
Entics, pseudonimo di Cristiano Zuncheddu (Milano, 16 marzo 1985), è un cantante e rapper italiano.

## Biografia
Entics, conosciuto anche come Mr. Entics, Di Original, Enticsman, è cresciuto nel quartiere di Baggio a Milano, ottiene una certa notorietà sulla scena hip hop locale come writer e successivamente nell’ambiente reggae / dancehall milanese. Dal 2004 produce i suoi primi brani musicali di stampo reggae / rocksteady come Pomeriggio d’estate e Welcome to baggio ,. Pubblica un album solista autoprodotto nel 2007 intitolato Entics TV, composto da quattordici tracce dalle sonorità reggae. Entics e yoclas furono tra i primi ad intuire che la piattaforma YouTube potesse essere uno strumento di promozione e diffusione, difatti il titolo del disco è un riferimento al palinsesto di video creati on demand e in streaming hostati da Entics, insieme ad alcuni membri della sua crew, divenendo di fatto i primi Youtuber in Italia. All'album collaborano anche Reverendo, Esa, DJ Yaner, Fabio Berton (YoClas!, Chaka Nano), che è anche produttore dell'album.
I primi mixtape, confezionati sui classici riddim giamaicani, lo conducono all'attenzione delle radio e di molti esponenti di spicco della scena hip hop italiana, con cui collabora apportando il suo contributo di stampo più melodico e contribuendo allo sviluppo musicale del genere, all'epoca ancora ancorato al canto in forma discorsiva.
Nel 2008 MTV affida ad Entics l'ideazione e la realizzazione del testo della pubblicità del progetto Tocca a noi. L'esperienza fa acquisire ad Entics una certa notorietà a livello nazionale e gli fa ottenere collaborazioni con artisti importanti come Gué Pequeno, Big Fish e i Club Dogo.
Conseguentemente nel gennaio 2010 viene pubblicato il suo nuovo album Entics TV Vol. 2, con la collaborazione di YoClas!, Gué Pequeno, Mastermaind ed altri. Nel mese di luglio 2010 esce il mixtape Ganja Chanel contenente, tra numerosi pezzi di artisti giamaicani mixati sugli stessi riddim, dieci inediti dell'artista milanese: questi brani sono stati poi ripubblicati nel mese di ottobre dello stesso anno, in versione rimasterizzata su cd, col nome di Ganja Chanel Addicted. Ganja Chanel ottiene oltre cinquantamila download in un mese, mentre il video viene visto oltre un milione di volte nel primo mese.

### Soundboy
Nel 2010 inizia la collaborazione con il rapper Fabri Fibra, che accompagna durante le date del tour Controcultura Tour, e con cui registra una versione di Festa festa e di Tranne te. Il 20 settembre 2011 viene pubblicato per la Sony Music l'album Soundboy prodotto da Fibra, preceduto dai singoli Click, già presente sul mixtape Ganja Chanel Vol. 2 (uscito a marzo 2011) con un altro arrangiamento e che aveva ottenuto buoni riscontri di pubblico durante l'estate e Dicono di me, e dai mixtape Pompa il mio mixtape e Pompa il mio disstape, quest'ultimo contenente tutti i dissing con Babaman e Mondo Marcio. All'album, composto da sedici tracce, oltre allo stesso Fibra, hanno collaborato anche Marracash, Boomdabash, Ensi, Gué Pequeno e Jake La Furia.
L'8 dicembre viene pubblicato tramite il sito ufficiale di Entics il nuovo mixtape Riddim Rider Archiviato il 19 febbraio 2013 in Internet Archive., realizzato in collaborazione con Irie Soldiers Sound, che contiene diversi brani tratti dai precedenti lavori dell'artista mixati con altri brani sugli stessi riddim, così come già accaduto in Ganja Chanel.

### Carpe Diem
Il 6 agosto 2012 viene caricato su YouTube dal cantante, il video del nuovo singolo Strade d'estate, il 31 agosto 2012, quello del singolo Non vogliono che canti e infine il video di Lungo la strada, entrato in rotazione radiofonica il 12 ottobre 2012, questi tre brani anticipano il secondo album ufficiale dell'artista, intitolato Carpe Diem. Il disco esce il 6 novembre 2012 e debutta alla posizione numero quattro della classifica italiana degli album. L'album vanta collaborazioni con vari artisti come Raf, Ensi, Emis Killa, Fabri Fibra, Gué Pequeno e Casino Royale. Nell'ambito del rap, inoltre, partecipa insieme a Max Pezzali all'album Hanno ucciso l'Uomo Ragno 2012, cantando insieme la traccia Non me la menare. il 17 dicembre 2012 è entrato in rotazione radiofonica il brano che ha dato il titolo all'intero disco, Carpe Diem, mentre il successivo 8 marzo è stato pubblicato come singolo il brano Ganja Music, con Pat Cosmo e BBdai dei Casino Royale.
Questo lavoro si è discostato parecchio dal precedente album che aveva portato al successo l'artista, che ha abbandonato le atmosfere prevalentemente raggamuffin dando più spazio al rap.

### Entics Television Vol. 3
Il 24 aprile 2014 con un video sulla sua pagina Facebook annuncia la rottura con la Tempi Duri Records, e di conseguenza, con Fabri Fibra.
Il 17 giugno 2014 esce Entics Television Vol. 3, terzo album dell'artista prodotto con Dj Nais, 12 tracce di cui 10 inediti e la nuova versione dei vecchi singoli Come si fa e Vediamo come va. Partecipa al singolo Patti chiari il rapper Vacca e al singolo Sulla pelle Jake La Furia. Il 16 luglio pubblica il secondo singolo estratto dall'album, Muoviti!, e successivamente il terzo singolo, Open Bar. L'album differisce dai precedenti in quanto a stile musicale e collaborazioni: il titolo è un evidente richiamo ai precedenti mixtape Entics TV e Entics TV Vol. 2, dalla cui musica il cantante attinge.

### Purple Haze
Il 17 marzo 2017 esce Purple Haze, quarto album dell'artista, anticipato dai 3 singoli Facciamo le 9, Siamo noi stessi e Il finale. Il disco è stato concepito con un sound più maturo e tematiche più introspettive da parte dell'artista rispetto ai precedenti lavori, volendo segnare con questo album, composto senza compromessi, una sorta di conclusione di un percorso per l'artista. Per il cantante, si tratta di un disco aperto, dritto nei contenuti, senza mezzi termini e prodotto per "togliersi qualche sassolino dalle scarpe", oltre che, originariamente, rivolto ai suoi amici.

### 2018
Il 2018 musicale di Entics si apre il 12 febbraio con la pubblicazione del singolo I giovani non sanno in collaborazione con l'etichetta discografica Arcade Army Records, brano nel quale il cantante ripercorre la sua giovinezza con malinconia e un pizzico di amarezza. Cover invece esce il 24 aprile, ed è prodotto da MikMall e H3llo: nel videoclip, è lo stesso Entics alla regia. Il 7 giugno invece esce su YouTube e Spotify il singolo estivo Sirena, cantato insieme ad Alessio La Profunda Melodia, di sonorità dancehall e reggae: altro singolo estivo è Du Passao, prodotto da Smoothies sulle sonorità brasiliane e uscito il 26 luglio. Sto Bene, uscito il 1 novembre, chiude il ciclo annuale della produzione dell'artista.

### 2020
Il 10 giugno 2020 esce in contemporanea su Spotify e su YouTube l'estensione digitale dell'album Bad Reputation di Vacca: Entics compare nel brano Vita da re 2, il quale è un riferimento alla precedente collaborazione tra i due Vita da re, pubblicato nel 2008.

## Controversie

### Dissing con Babaman
Nel 2007 Entics pubblica un brano dal titolo Inna My Yard nel quale insulta il rapper Babaman. Dopo quattro anni, il 16 luglio 2011 Babaman risponde con Chatty Bwoy Dem, ricordando ad Entics che ha iniziato il dissing poiché Babaman non aveva accettato la proposta di un featuring tra i due, cosa che viene successivamente smentita. Il primo di agosto Entics pubblica ben due brani, War In A Babylon e Matilda, accusando Babaman di imitare il rapper  spagnolo Morodo. Immediatamente, il giorno dopo Babaman risponde con Entics di Lernia, Il giorno seguente Entics pubblica L'Uragano Matilda, ribadendo tutti i concetti citati nei brani precedenti. Stessa tattica adopera Babaman il 4 agosto con il brano Entics Di Lernia Atto Finale. L'8 agosto Entics risponde con Dedicato a chi rosica, chiudendo definitivamente il dissing tra i due.

### Dissing con Mondo Marcio
L'8 agosto 2011 Entics ha criticato il rapper Mondo Marcio attraverso un brano rivolto a Babaman intitolato Dedicato a chi rosica, con la frase "Se fossi un rapper saresti Mondo Marcio che parla per ore ma non si capisce un cazzo". Due giorni più tardi, Mondo Marcio ha risposto con il brano Un altro punk in città, riportando i fatti che lo vedono fare da backliner a Fabri Fibra per l'intero tour. Il 12 agosto Entics risponde con Perdono (per la promo), mettendo in chiaro che si tratta di intrattenimento e che l’attenzione che si crea intorno ai dissing è un veloce metodo promozionale, infatti grazie all’attenzione dei principali media, che ai tempi conoscevano bene Mondo Marcio, l’attenzione su Entics venne in poco tempo allargata da un pubblico underground ad uno più esteso. In seguito il brano di Mondo Marcio Cristiano cosa fai (Fine delle trasmissioni) conclude la discordia non ricevendo risposta ulteriore, ma vedendo debuttare il primo album di Entics al quarto posto della classifica Fimi. Il 9 settembre 2012  ,durante l'evento Raprace tenutosi all'Ippodromo di Milano, al quale hanno partecipato rapper di vario stampo, Mondo Marcio ed Entics pubblicano una foto nella quale si stringono la mano, segno che sancisce la pacifica conclusione della controversia.

## Discografia

### Album in studio
- 2011 – Soundboy
- 2012 – Carpe Diem
- 2014 – Entics Television Vol. 3
- 2017 – Purple Haze
- 2021 – Authentics

### Mixtape
- 2008 - Entics TV
- 2009 - Entics TV Vol. 2
- 2010 - Ganja Chanel
- 2011 - Ganja Chanel Vol. 2
- 2011 - Pompa il mio mixtape
- 2011 - Pompa il mio disstape
- 2011 - Riddim Rider

### Singoli
- 2011 - Quale strada prendere (con 2nd Roof & Gué Pequeno)
- 2011 - Click
- 2011 - Dicono di me
- 2011 - Quanto sei bella
- 2011 - Soundboy (feat. Boomdabash)
- 2011 - In aria
- 2012 - Lungo la strada
- 2012 - Carpe Diem
- 2013 - Ganja Music (feat. Pat Cosmo e BBdai)
- 2014 - Karaoke
- 2014 - Open Bar
- 2016 - Revoluciòn
- 2016 - Facciamo le 9
- 2017 - Siamo noi stessi
- 2017 - Il finale
- 2017 - Ripresentiamoci
- 2018 - I giovani non sanno
- 2018 - Un altro caffè (con Rubik Beats)
- 2018 - Sirena (feat. Alessio La Profunda Melodia)
- 2018 - Sto bene
- 2018 - Du Passao
- 2020 - Rub-a-Trap (con Bizzarri, Brusco e Lion D)
- 2021 - Top Player (con Bizzarri)